# Drosophila humeralis
Drosophila humeralis är en tvåvingeart som beskrevs av Grimshaw 1901. Drosophila humeralis ingår i släktet Drosophila och familjen daggflugor.
Artens utbredningsområde är Hawaii.